# Victoria Puglia
Victoria Puglia (Barcelona, 1999) es especialista en asuntos internacionales y activista por los derechos humanos. Ha participado como voluntaria e investigadora en el campo de los refugiados en diferentes países. 
Es la primera española ganadora de la Beca Rhodes que le ha permitido cursar en la Universidad de Oxford un máster de Estudios de Refugiados y Migración Forzada y otro en Política Gubernamental y Diplomacia.

## Biografía
Victoria Puglia nació en Barcelona en 1999 de madre española y padre estadounidense, por lo que tiene la doble nacionalidad española y estadounidense. Estudió el Bachillerato en la American School of Barcelona, posteriormente se trasladó a un colegio de Wassenaarr en La Haya (Países Bajos) y se graduó en Asuntos Internacionales por la Universidad privada Lafayette College en Pensilvania.
Habla inglés, español y catalán, francés y alemán.
Victoria Puglia ha ganado numerosos premios académicos durante sus años de estudio en el Lafayette College. En Wassenhar creó un club de refugiados adolescentes y, también, fue presidenta del Club de Alumnos Internacionales en Lafayette College.
En 2020 ganó la beca Rodhes que le permite estudiar en la Universidad de Oxford, siendo la primera española, la segunda estudiante de Lafayette College y una de los 32 estudiantes en representación de los Estados Unidos elegidos en conseguir la beca.

## Trayectoria
Ha viajado desde los 14 años, durante los veranos y las vacaciones escolares, por países como Nigeria, Etiopía, Senegal, Congo, India, Perú, Sri Lanka... realizando labores de voluntariado e investigación. En Senegal y Uganda inició el estudio de los efectos en la población de la ayuda alimentaria internacional; estas estancias le han permitido desarrollar estudios sobre la desnutrición en los asentamientos de refugiados de África subsahariana.
Victoria Puglia ha trabajado por los derechos de los refugiados, el desarrollo equitativo, la ayuda humanitaria y la seguridad alimentaria.
Entre sus trabajos e investigaciones se puede citar Asistencia humanitaria en emergencias protractadas: Reconceptualización del papel de la ayuda alimentaria en Adjumani, Uganda.
En los criterios para la concesión de la beca Rodhes a Victoria Puglia, «El jurado subrayó su capacidad académica, su sociabilidad y su pasión por implementar políticas de mejora de la vida de los migrantes»

Estoy increíblemente emocionada y honrada por la oportunidad de estudiar en Oxford como Rhodes Scholar. Me siento honrada de ser la primera mujer de Lafayette en ganar la beca; a las mujeres ni siquiera se les permitió solicitarlo hasta 1976. Opinaba Victoria Puglia.

La directora del Lafayette College, Mark PingitorMark Pingitore, ha manifestado: «Su compromiso para mejorar las condiciones de vida de los refugiados, su investigación académica y trabajo de campo sobre esta crisis global ejemplifican el tipo de liderazgo activo que esperamos que nuestros estudiantes puedan tener en las comunidades internacionales».
La beca Rodhes, considerada como la beca internacional por excelencia, se creó en 1902 de por el magnate de los diamantes Cecil John Rhodes para reconocer a los mejores talentos del mundo, y ha tenido entre sus beneficiarios políticos, académicos, científicos, escritores o empresarios de reconocido prestigio, como el científico y Premio Nobel Howard Walter Florey, el economista y Premio Nobel Michael Spence, Bill Clinton (presidente de Estados Unidos), Tony Abbott, Bob Hawke y Malcolm Turnbull ( primeros ministros australianos) o Ronan Farrow (ganador del premio Pulitzer). La beca Rodhes admitió mujeres años más tarde, entre las que podríamos citar se encuentran la autora Naomi Wolf y la viceprimera ministra de Canadá Chrystia Freeland.

## Proyectos y publicaciones
- Humanitarian Assistance in Protracted Emergencies: Rethinking the Role of Food Aid in Adjumani.[15]
- Disarmament in South Sudan.[16]

## Premios y reconocimientos
Victoria Puglia en su trayectoria académica y años de estudio ha sido merecedora de premios y reconocimientos, como:
- Premio Aaron O. Hoff[17]
- Premio Frances Ocansey-Ahene Spirit of Multiculturalism Award
- Premio Bíblico Rev. JW y RS Porter
- Finalista de la beca Truman